# Santiago Tílapa
Santiago Tílapa är en ort i Mexiko.   Den ligger i delstaten Mexiko, i den sydöstra delen av landet, 40 km sydväst om huvudstaden Mexico City. Santiago Tílapa ligger 2 777 meter över havet och antalet invånare är 9 676.
Terrängen runt Santiago Tílapa är varierad, och sluttar brant västerut. Runt Santiago Tílapa är det tätbefolkat, med 356 invånare per kvadratkilometer. Närmaste större samhälle är San Mateo Atenco, 14,5 km nordväst om Santiago Tílapa. Trakten runt Santiago Tílapa består till största delen av jordbruksmark.